# Lauingen (Donau)

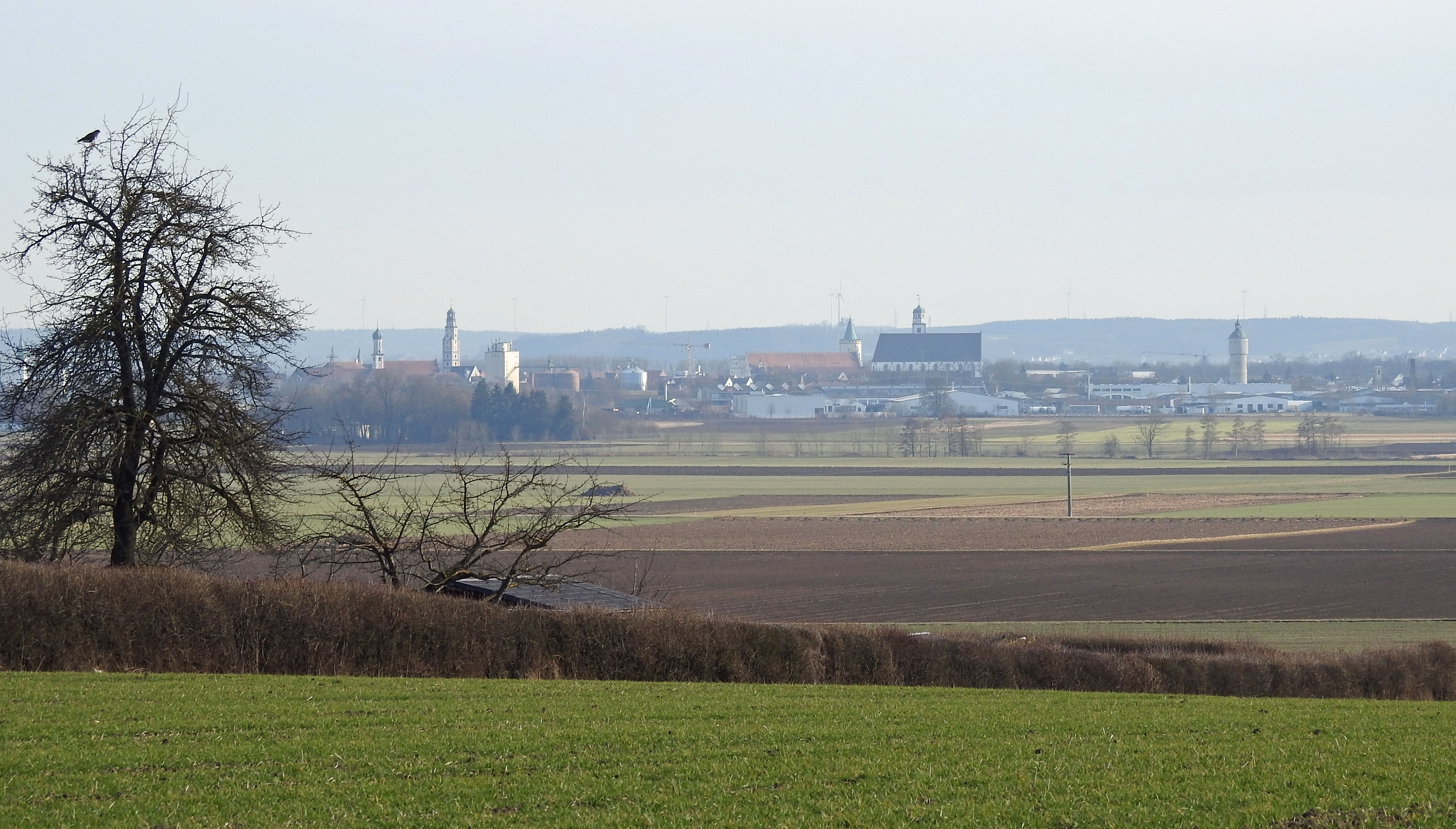
Lauingen (Donau) von Norden

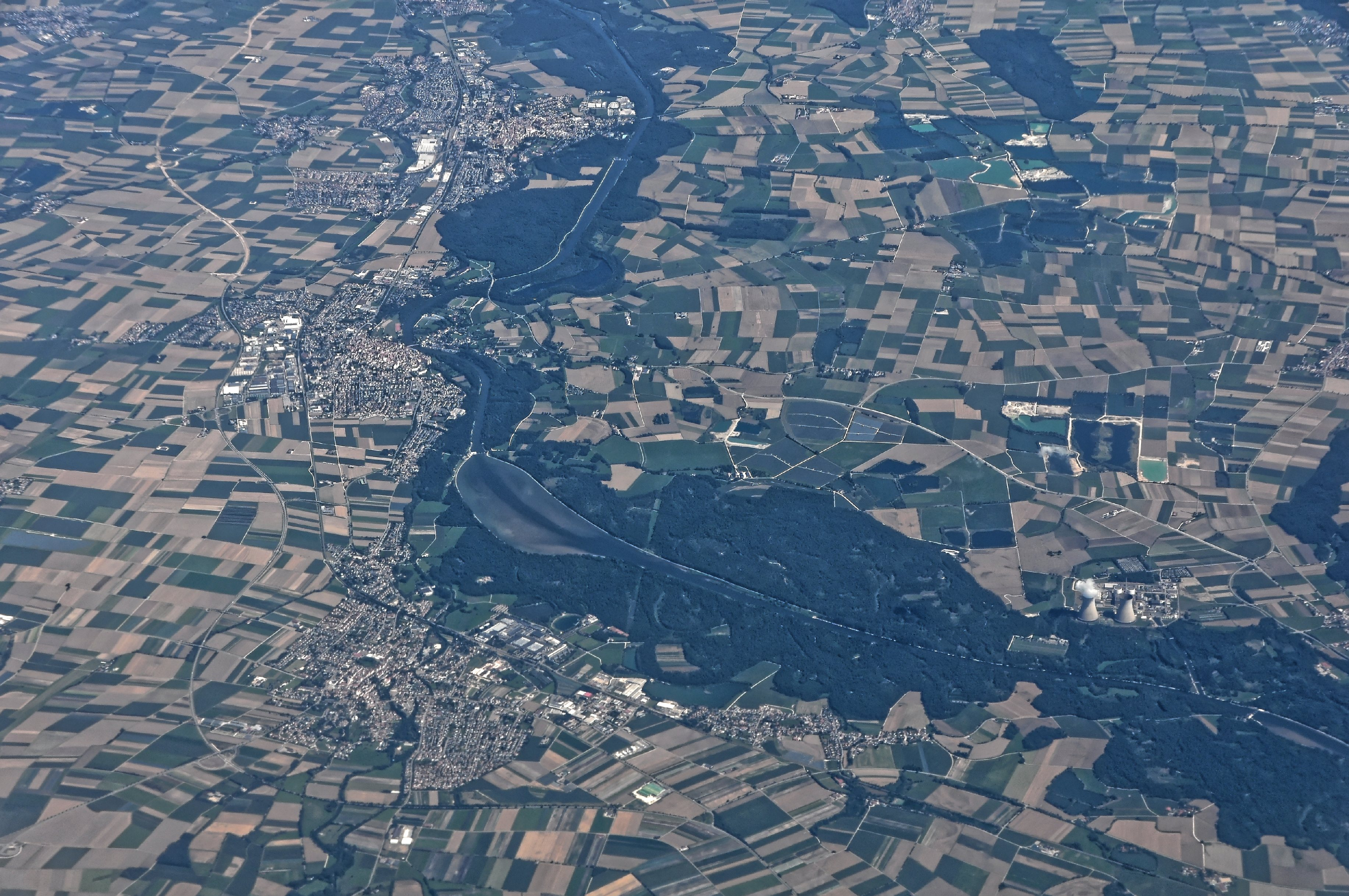
Lauingen und die Umgebung aus der Luft

Lauingen (Donau) ist eine Stadt im Landkreis Dillingen an der Donau (Bayern).

## Geographie

### Geographische Lage
Lauingen liegt im schwäbischen Donautal im bayerischen Schwaben am Rande der Schwäbischen Alb. Die Donau wird kurz vor Lauingen, genauer gesagt beim Gemeindeteil Faimingen, zu einem See (Faiminger Stausee) aufgestaut. Kurz nach der Staustufe mündet die Brenz in die Donau.
Die Gemeinde hat neun Gemeindeteile (in Klammern ist der Siedlungstyp angegeben):
- Birkackerhöfe (Weiler)
- Faimingen (Kirchdorf)
- Frauenriedhausen (Pfarrdorf)
- Helmeringen (Weiler)
- Katharinenhof (Weiler)
- Lauingen (Hauptort)
- Ludwigsau (Weiler)
- Nenningshof (Einöde)
- Veitriedhausen (Kirchdorf)

Es gibt die Gemarkungen Faimingen, Frauenriedhausen, Lauingen und Veitriedhausen.

### Nachbargemeinden
| Haunsheim                           | Wittislingen                                |                        |
| Gundelfingen an der Donau           | Kompassrose, die auf Nachbargemeinden zeigt | Dillingen an der Donau |
| Gundremmingen (Landkreis Günzburg), | Aislingen, Glött                            | Holzheim               |

## Geschichte

### Bis zur Gemeindegründung
Der Ort Lauingen entstand aus einer alemannischen Ansiedlung des 6. Jahrhunderts. Durch eine Schenkung kam Lauingen im 8. Jahrhundert an das Kloster Fulda und wurde um 1150 staufisch. In dieser Zeit entwickelte sich die Stadt zu einem bedeutenden Fernhandelszentrum. Die Patrizierfamilie Imhoff hat hier ihren Ursprung, die später in Nürnberg und Augsburg berühmt wurde und eines der größten Handelshäuser Europas aufbaute. Nach dem Tod des letzten Staufers Konradin 1268 fiel Lauingen an die Wittelsbacher, den bayrischen Herzog Ludwig den Strengen. Mehrere Fernhändler verließen daraufhin die Stadt, um sich in der Reichsstadt Nürnberg, einer freien Reichsstadt, anzusiedeln, die ihnen mehr wirtschaftliche Freiheit bot, darunter auch zwei Imhoff-Söhne sowie die mit ihnen verschwägerten Pirckheimer, die Scheurl, Oelhafen und andere.
1474–1482 lässt Herzog Georg von Bayern-Landshut das Lauinger Schloss erbauen. Im Landshuter Erbfolgekrieg (1503–1505) besetzt Herzog Albrecht IV. von Bayern-München Lauingen. 1505 besucht König Maximilian I. Lauingen, das zur neugegründeten „jungen Pfalz“ (dem Herzogtum Pfalz-Neuburg) kommt, dessen zweite Residenz Lauingen wurde. 1516 wurde die alte romanische Pfarrkirche abgebrochen und der Neubau des heutigen St. Martinsmünsters begonnen, das ab 1564 als fürstlich-pfälzische Grablege dient.
Später gehörte die Stadt zum Gericht Höchstädt. 1539 erkauft die Stadt von den stark verschuldeten Pfalzgrafen Ottheinrich und Philipp um 15.000 Gulden die Anerkennung ihrer eigene Gerichtsbarkeit. Unter Pfalzgraf Ottheinrich wird Lauingen 1542 mit dem ganzen Land Pfalz-Neuburg evangelisch. 1540 treten die Augustiner ihr Kloster der Stadt ab. 1546 belagert Kaiser Karl V. Lauingen und nimmt es ein. 1551 erhält der Maler Matthias Gerung für das Tafelbild der Belagerung Lauingens durch Kaiser Karl V. 100 Gulden. 1573 kauft die Stadt Lauingen um 1.700 Gulden die Hofmark Faimingen, die 1598 Pfalzgraf Philipp zurückkauft.
1613 konvertiert Pfalzgraf Wolfgang Wilhelm zum Katholizismus. Im Jahr 1616/17 wird die Gegenreformation durchgeführt. Während des Dreißigjährigen Krieges waren in Lauingen vom 9. April 1632 bis zum 19. September 1634 durchgehend schwedische Truppen unter den Generälen Gustaf Horn und Bernhard von Sachsen-Weimar einquartiert, die sich in dieser Zeit bemühten, die donauabwärts befindlichen Städte zu beherrschen, um im Kampf um Regensburg die Reichsstadt Regensburg erobern zu können. Die Schweden erlauben die evangelische Religionsausübung. 1634 rücken kaiserliche Truppen nach der Schlacht bei Nördlingen in die Stadt ein. Der katholische Stadtpfarrer führt mit Hilfe der kaiserlichen Besatzung die Heilige Messe wieder ein. 1646 nehmen die Schweden die Stadt wieder ein und verstärken die Befestigungswerke. 1648 wird die Stadt durch bayerische Truppen belagert.
1702 wird Lauingen im Spanischen Erbfolgekrieg von Kurbayern besetzt, Kurfürst Max Emanuel ist wiederholt in Lauingen. 1704 zünden die sich zurückziehenden Franzosen nach der verlorenen Schlacht bei Höchstädt die Donaubrücke und die dortigen Mühlen an.
1742 gelangt Lauingen auf dem Erbfolgeweg an die wittelsbachische Linie Pfalz-Sulzbach. 1777 kommt das Gebiet zum Kurfürstentum Bayern. Lauingen besitzt ein Stadtgericht mit magistratischen Eigenrechten. 1806 wird Lauingen zur Stadt im Königreich Bayern und kommt 1808 um Oberdonaukreis.
In der zweiten Hälfte des 19. Jahrhunderts entsteht Industrie (1870 Mechanikerwerkstätte Michael Ködel, 1879 gründet Joseph Feller die Tuchfabrik Ludwigsau), 1872/1876 wird die Donautalbahn gebaut.

### 20. Jahrhundert
In der Nacht des 12. auf den 13. Oktober 1941 gab es einen Angriff eines alliierten Bombergeschwaders auf Lauingen. Dabei wurden dutzende Gebäude beschädigt und 44 zerstört. 8 oder 9 Menschen fanden bei dem Angriff den Tod. Darunter auch der Lauinger Bürgermeister Alfred Dolles. Er hatte einen Herzinfarkt erlitten.
Am 22. April 1945 wurde die Donaubrücke von deutschen Truppen gesprengt, wobei mehrere Wehrmachtssoldaten umkamen. Auch ein Bauer, der die Brücke mit einem Gespann überqueren wollte, fand den Tod. Die US-Truppen marschierten von Dillingen her ein, ohne auf größeren Widerstand zu treffen. Lediglich ein US-Soldat wurde durch einen Schuss aus einem Kellerfenster tödlich verwundet.
Von 1944 bis 1945 war die Stadt zudem Standort des KZ-Außenlagers Lauingen, eines Außenlagers des KZ Dachau. Die rund 3000 Häftlinge wurden vor allem zur Zwangsarbeit in der Flugzeugproduktion der Firma Messerschmitt verpflichtet. Auch Räumlichkeiten der Tuchfabrik Ludwigsau J. Feller & Co. wurden für Lager und möglicherweise auch Produktion von Messerschmitt beschlagnahmt. In einem Teil dieser beschlagnahmten Räume waren auch Gefangene untergebracht. Dort, wie auch in den beschlagnahmten lichtlosen Kellerräumen (Römer G, 105) der Landmaschinenfabrik Ködel & Böhm (heute SDF), sowie im Barackenlager Birkacherhof herrschten harte und zum Teil geradezu unmenschliche Lebensbedingungen, an denen mindestens 62 der Häftlinge starben.

### Eingemeindungen
Im Rahmen der Gebietsreform in Bayern wurde am 1. April 1971 die Gemeinde Faimingen eingegliedert. Frauenriedhausen und Veitriedhausen kamen am 1. Mai 1978 hinzu.

### Einwohnerentwicklung
- 1910: 04.423 Einwohner (Ergebnis der Volkszählung am 1. Dezember 1910)
- 1961: 09.208 Einwohner (Ergebnis der Volkszählung am 6. Juni 1961)[10]
- 1970: 09.330 Einwohner (Ergebnis der Volkszählung am 27. Mai 1970)[10]
- 1987: 09.308 Einwohner (Ergebnis der Volkszählung am 25. Mai 1987)
- 1991: 09.957 Einwohner
- 1995: 10.753 Einwohner
- 2000: 10.942 Einwohner
- 2005: 11.036 Einwohner
- 2010: 10.645 Einwohner
- 2015: 10.773 Einwohner
- 2023: 11.424 Einwohner

Zwischen 1988 und 2023 wuchs die Stadt um 2.013 Einwohner von 9.411 auf 11.424 Einwohner bzw. um 21,4 %.

## Politik

### Stadtrat
Die Stadtratswahlen seit 2014 ergaben folgende Stimmenanteile und Sitzverteilungen:
| Partei/Liste        | 2020 | 2020  | 2014 | 2014  |
| Partei/Liste        | %    | Sitze | %    | Sitze |
| ------------------- | ---- | ----- | ---- | ----- |
| SPD                 | 23,8 | 6     | 31,7 | 8     |
| CSU                 | 33,3 | 8     | 30,1 | 7     |
| FDP/Liberale Bürger | 13,3 | 3     | 21,8 | 5     |
| Freie Wähler        | 13,9 | 3     | 16,4 | 4     |
| Grüne               | 15,6 | 4     | –    | –     |

### Bürgermeister
Alfred Dolles (bis 1941)
Jost Rieblinger (1942–1945)
Erwin Endriß (1950–1968)
Martin Schermbach (1968–1986)
Georg Barfuß (1986–2004)
Wolfgang Schenk (2004–2018)
Katja Müller (seit 2018)

### Gemeindefinanzen
Im Jahr 2012 betrugen die Gemeindesteuereinnahmen 9.768.000 €, davon waren 3.527.000 € Gewerbesteuereinnahmen (netto).

### Wappen
| | Blasonierung: „Gespalten von Silber und Blau, aufgelegt ein golden gekrönter schwarzer Mohrenkopf mit goldenem Ohrring und goldener Halskette.“ |
| Wappenbegründung: Das Wappen zeigt einen gekrönten Mohr auf einem senkrecht geteilten Schild in silber und blau. Der Mohrenkopf war ursprünglich der Kopf Kaiser Friedrich Barbarossas. | |

### Städtepartnerschaften
- Deutschland: Bezirk Marzahn-Hellersdorf (Berlin)
- Italien: Treviglio
- Frankreich: Segré, Département Maine-et-Loire

## Religionen
- Römisch-katholische Kirchengemeinde
- Evangelisch-Lutherische Kirchengemeinde
- Evangelische Freikirche: Donau-Gemeinde Lauingen
- Muslimische Gemeinde
- Neuapostolische Kirche
- Zeugen Jehovas
- Das Zentrum der islamischen Gemeinde ist die Hicret-Moschee (siehe Abschnitt Bauwerke)

## Kultur und Sehenswürdigkeiten

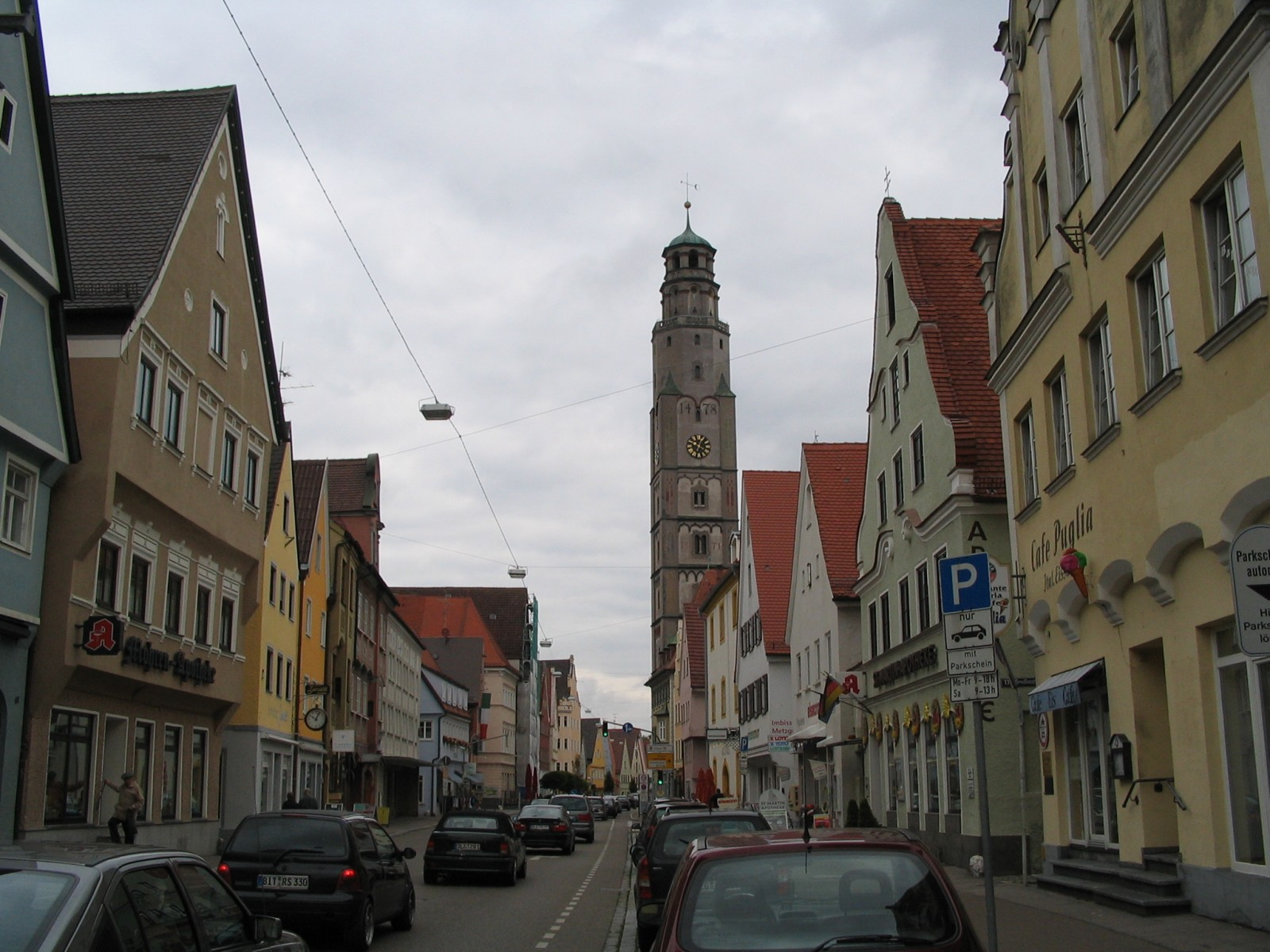
Herzog-Georg-Straße in Lauingen

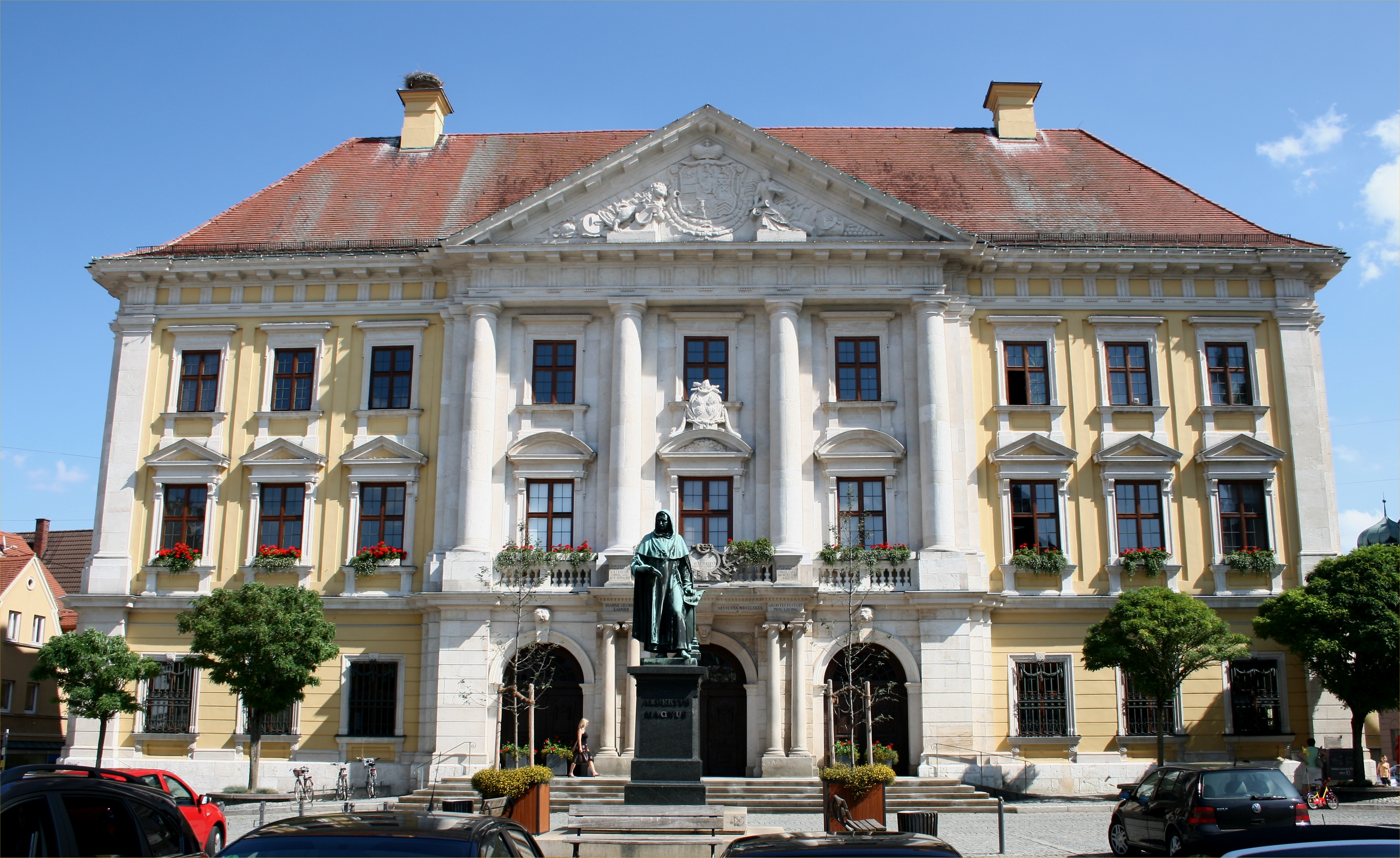
Rathaus

### Bauwerke

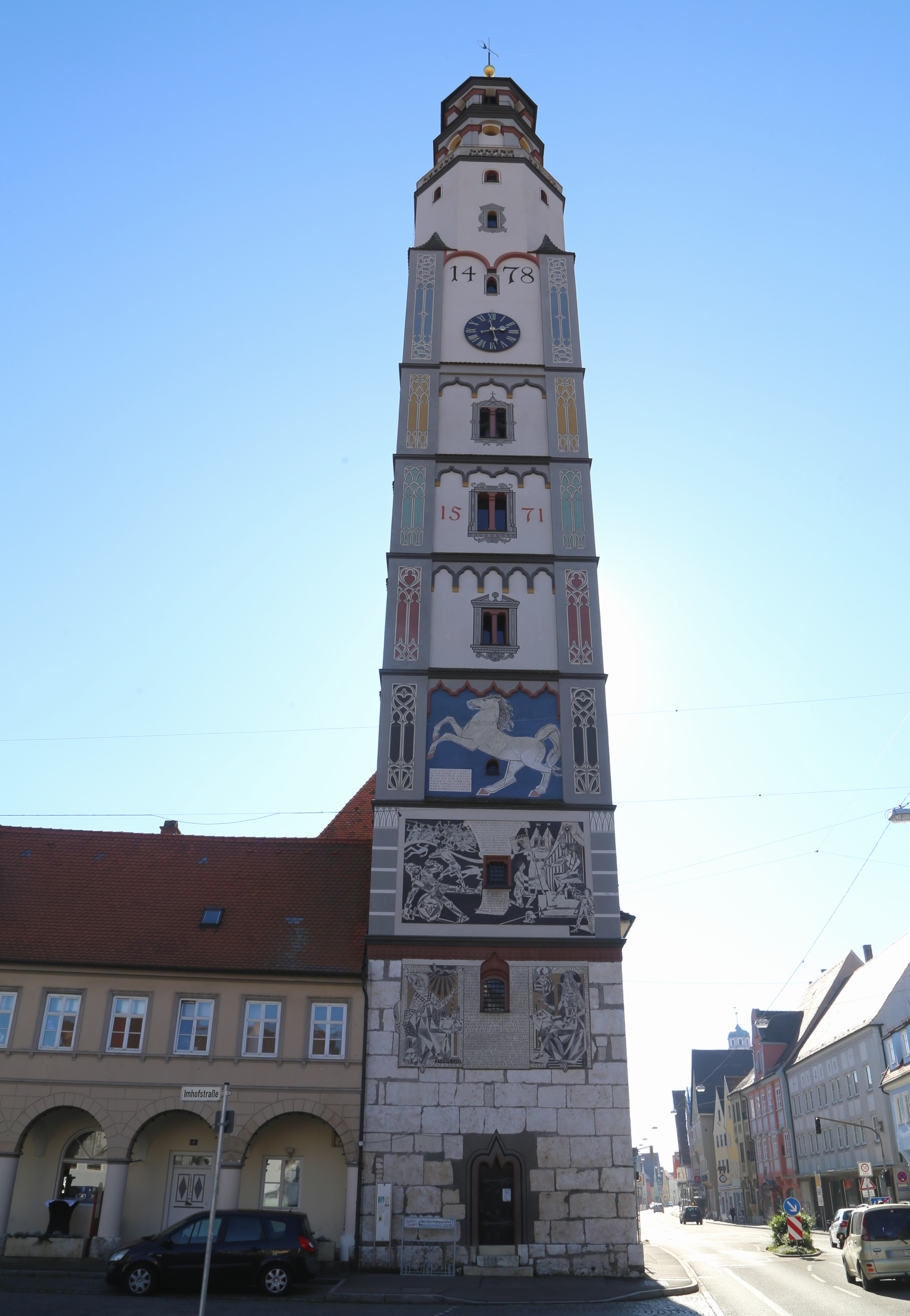
Schimmelturm, 1457–78 erbaut, 1571 erhöht.

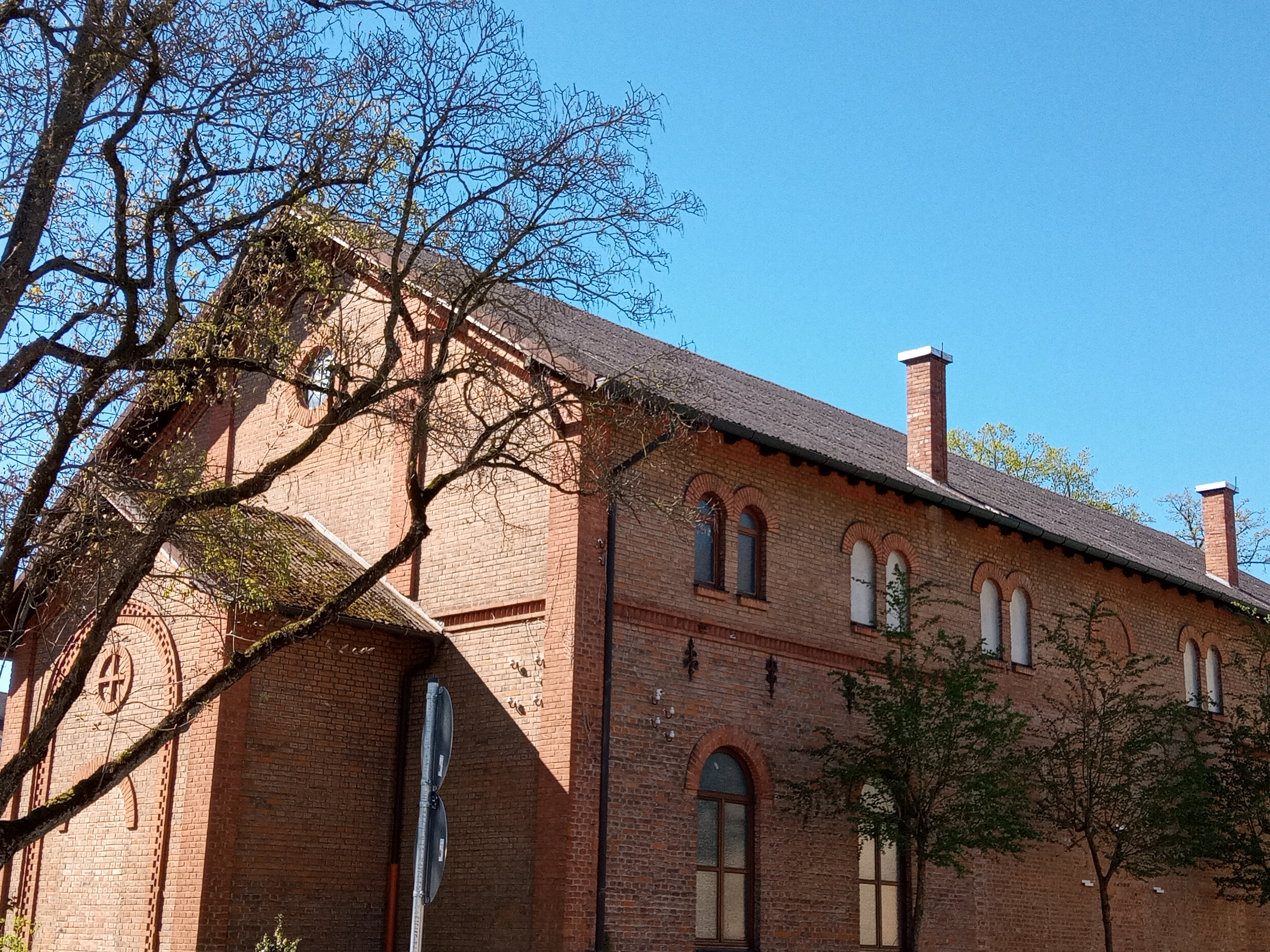
Stadeltheater, ehemalige städtische Turnhalle

- Marktplatz im Zentrum der Stadt, beherrscht von den Fassaden des Rathauses sowie Häusern aus allen Stilepochen und dem Schimmelturm; in der Mitte steht ein Denkmal für den bedeutendsten Sohn der Stadt, Albertus Magnus.
- Residenzähnliches Rathaus von 1782 bis 1790, von Lorenzo Quaglio im klassizistischen Stil errichtet
- Schimmelturm, ein 54 m hoher Wachturm, 1457–78 erbaut im Auftrag des Ratsherrn Georg Imhof als Wachturm und Symbol der Stadtfreiheit. 1571 erhöht. Zum Bau der Fundamente und des Untergeschosses wurden römische Quadersteine aus dem Kastell Faimingen verwendet. Die Fresken sind teils historisch, teils modern: 1. Stockwerk: Albertus Magnus und die Gräfin Geiselina von Schwabeck (siehe: Bruckhaus). 2. Stockwerk: die Szene der Verleihung des Stadtwappens. 3. Stockwerk: der Schimmel, der dem Turm den Namen gab. An der Nordseite im zweiten Geschoß sind die Wappen von Lauingen, Schwaben, Pfalz-Neuburg, Landkreis Dillingen und dem Land Bayern angebracht. Als Aussichtsturm begehbar.[14]
- Stadtpfarrkirche St. Martin („Martinsmünster“), erbaut im 16. Jahrhundert, bietet ein Nebeneinander von Elementen der Gotik und der Renaissance
- Ehemaliges Augustinerkloster und Augustinerkirche St. Thomas mit Werken von Johann Baptist Enderle
- Ehemaliges Zisterzienserkloster St. Agnes: Ein Teil der Anlage (darunter die Klosterkirche) wurde in jüngerer Zeit abgerissen, in einem anderen Teil befindet sich heute das Lauinger Heimathaus
- Ehemalige Synagoge in der Hirschstraße 19, der früheren Judengasse
- Ehemaliges Schloss, erbaut 1474–1482 für Herzog Georg von Bayern-Landshut durch Heinrich Behem erbaut, später zweite Residenz der Herzöge von Pfalz-Neuburg; langgestreckter, dreigeschossiger Satteldachbau mit zwei Rundtürmen, seit dem 16. Jahrhundert Umbauten; heute Pflegeheim nach stark veränderndem Umbau im 20. Jahrhundert.
- Brunnental, mittelalterliche, von Bächen und Quellen durchzogene Vorstadt zur Donau hin mit uralten Häusern auf der Stadtmauer und einem kleinen Torbogen, dem sogenannten Tränktörlein.
- Neu errichtete Hicret-Moschee (1996), die vor allem den zahlreichen Türken, die in der Stadt und der Umgebung ansässig sind, als Gotteshaus und Kulturzentrum dient.

Im Gemeindeteil Faimingen finden sich die Reste eines römischen Tempels, der Apollo-Grannus (Grannus war der keltische Gott, der dem römischen Apollo entsprach) geweiht war. Mit 1000 m² war er der größte römische Tempel nördlich der Alpen und aus Funden ist zu schließen, dass er wohl als überregionales Heiligtum diente. 1981 wurden in Gundelfingen zwei Meilensteine und 2002 in Sontheim ein Meilenstein gefunden. Diese Fundstücke und der Beiname „Phoebus“ des Apollon deuten darauf hin, dass der Name der römischen Siedlung „Phoebiana“ war.
Seit 1987 ist der Tempel teilweise rekonstruiert und als kleines Freilichtmuseum mit Schautafeln ausgebaut. Der Eintritt ist frei.

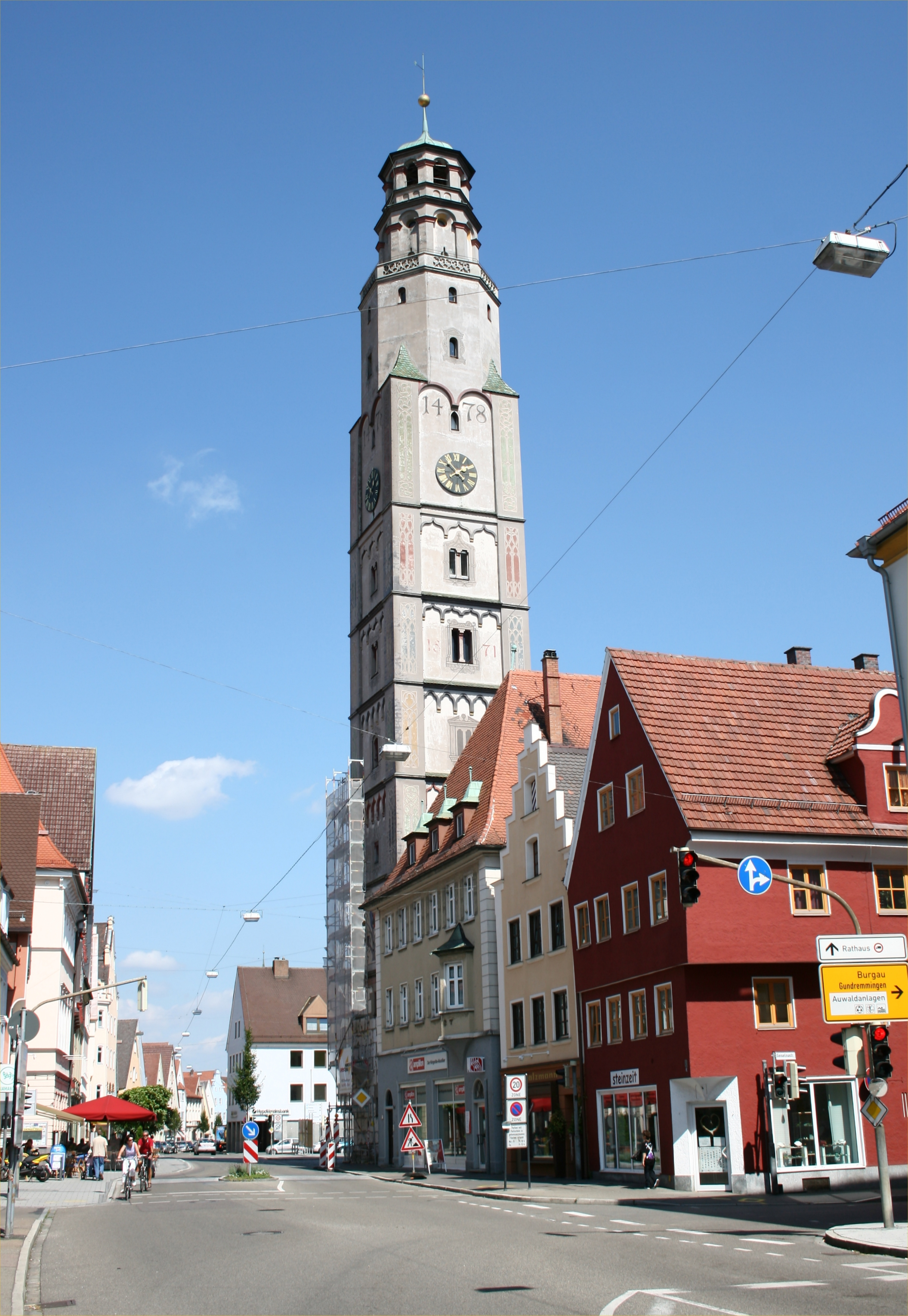
Schimmelturm
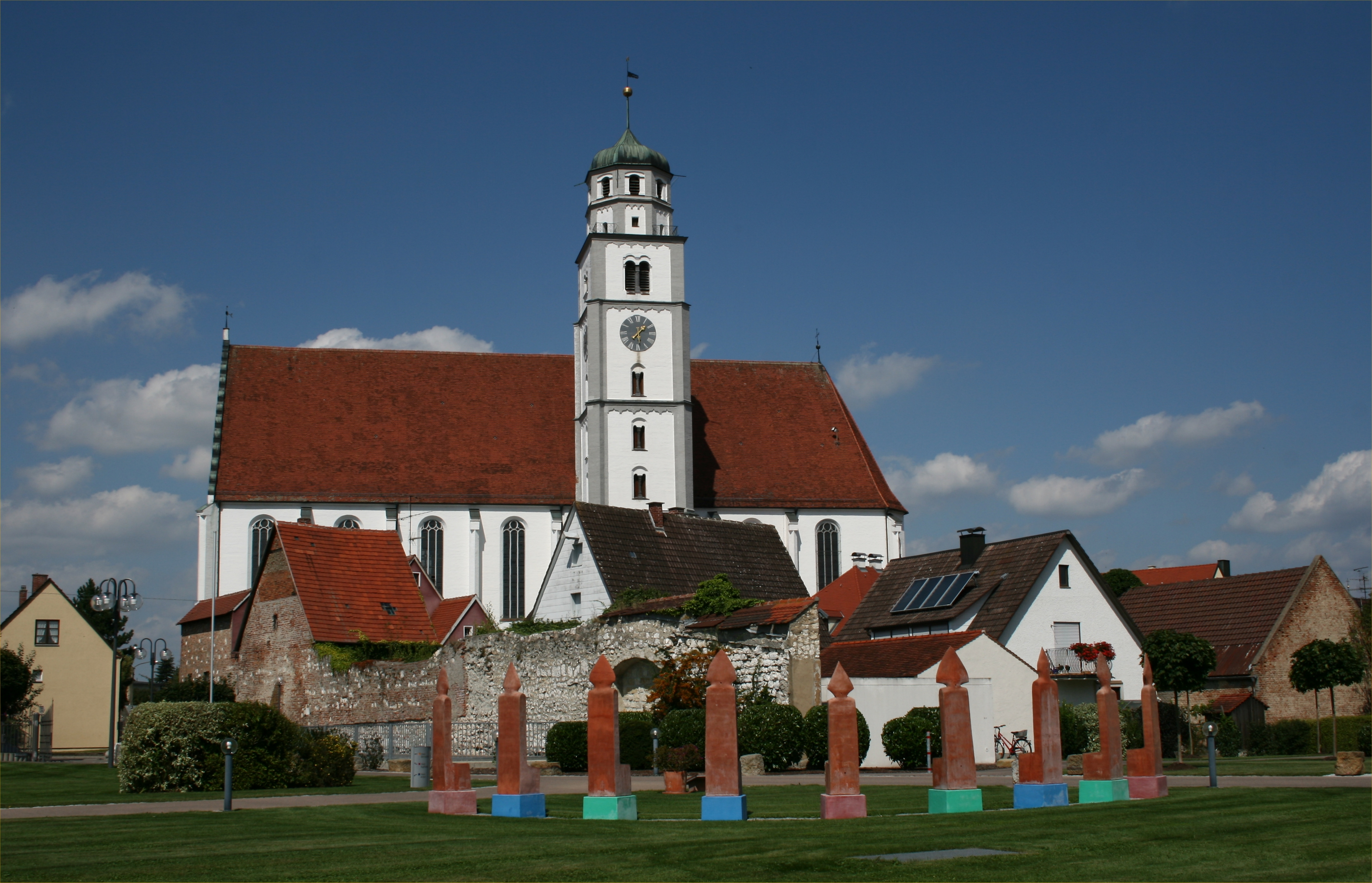
Stadtpfarrkirche St. Martin
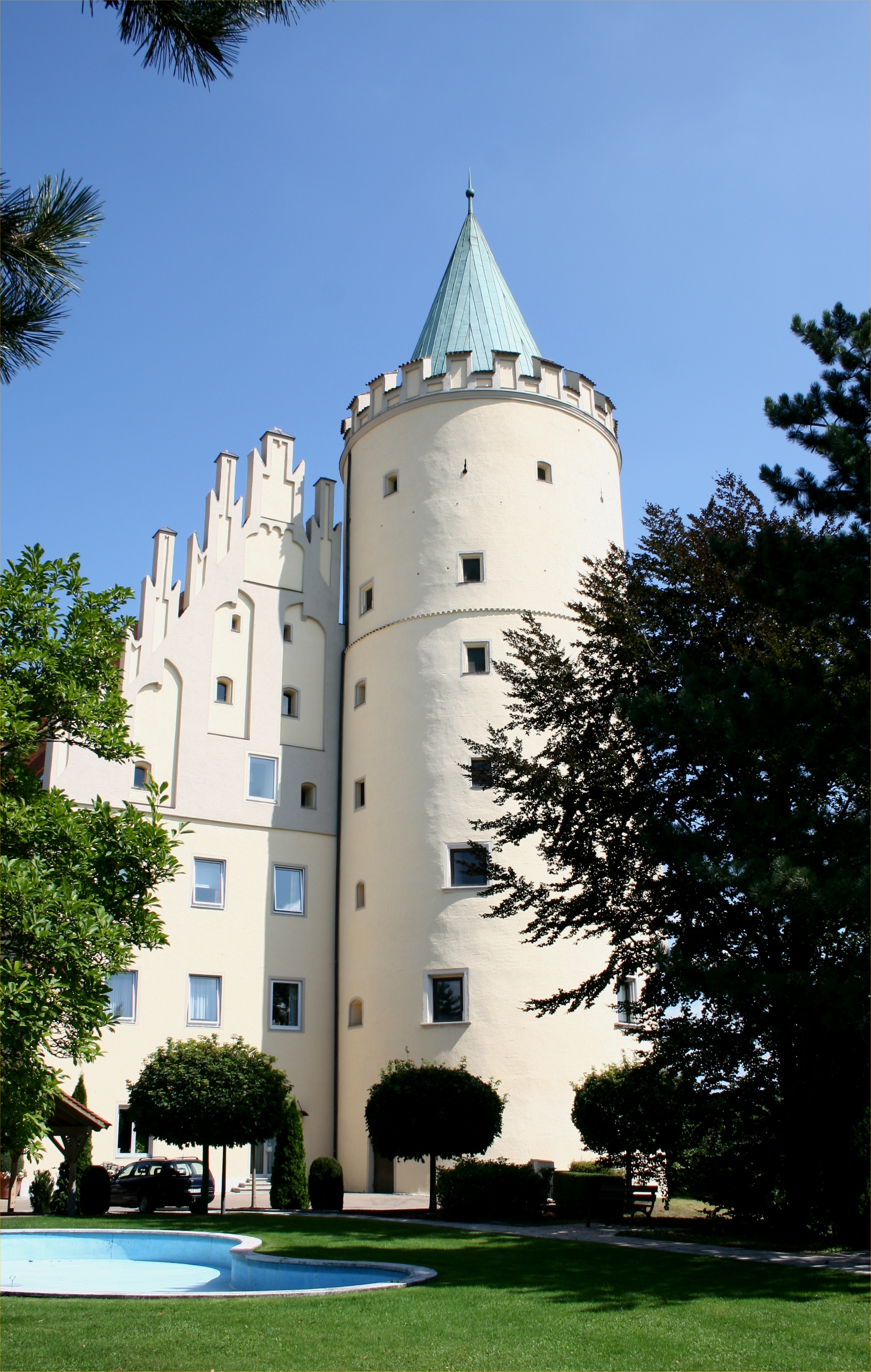
Pflegezentrum im ehemaligen Schloss Lauingen
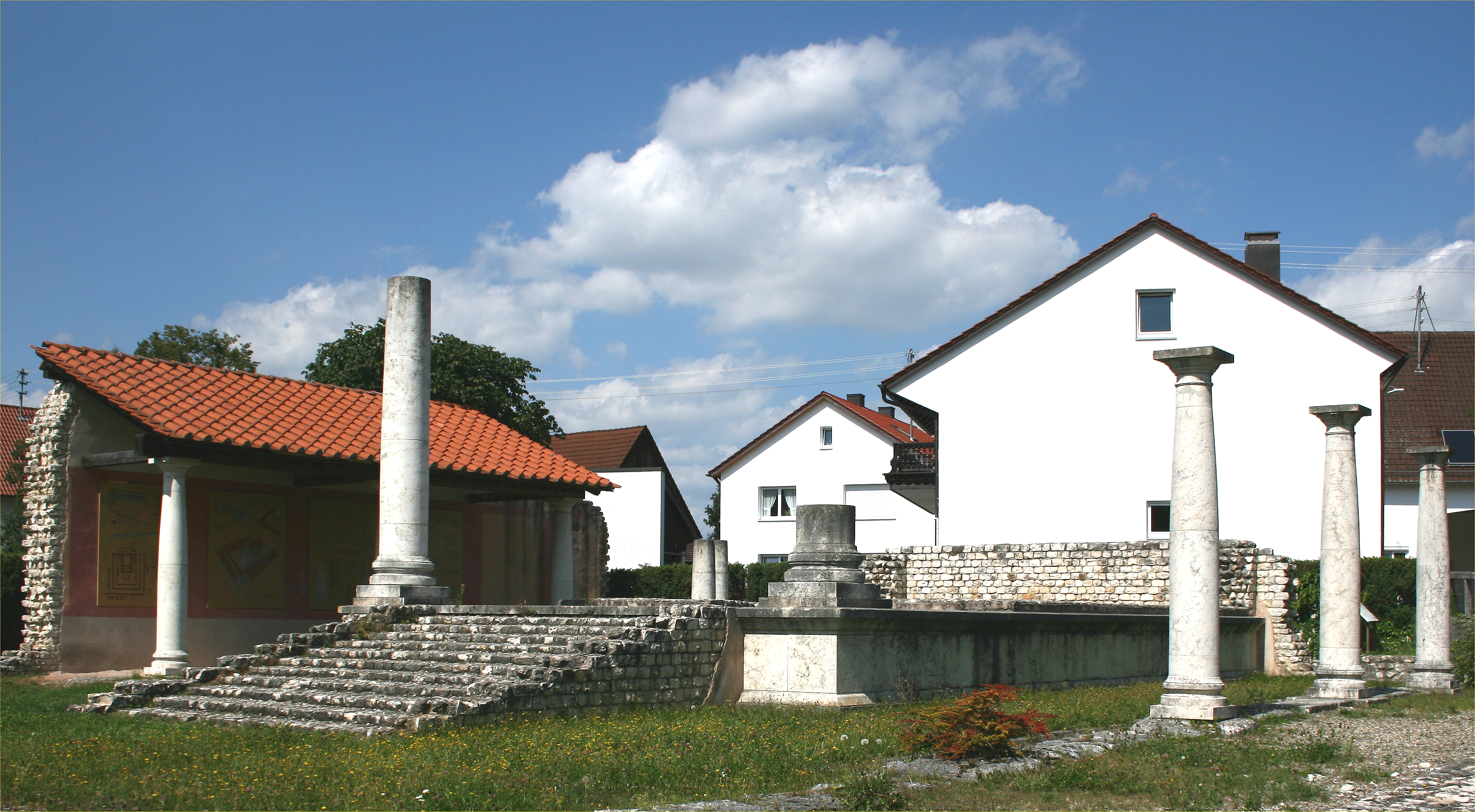
Apollo-Grannus-Tempel
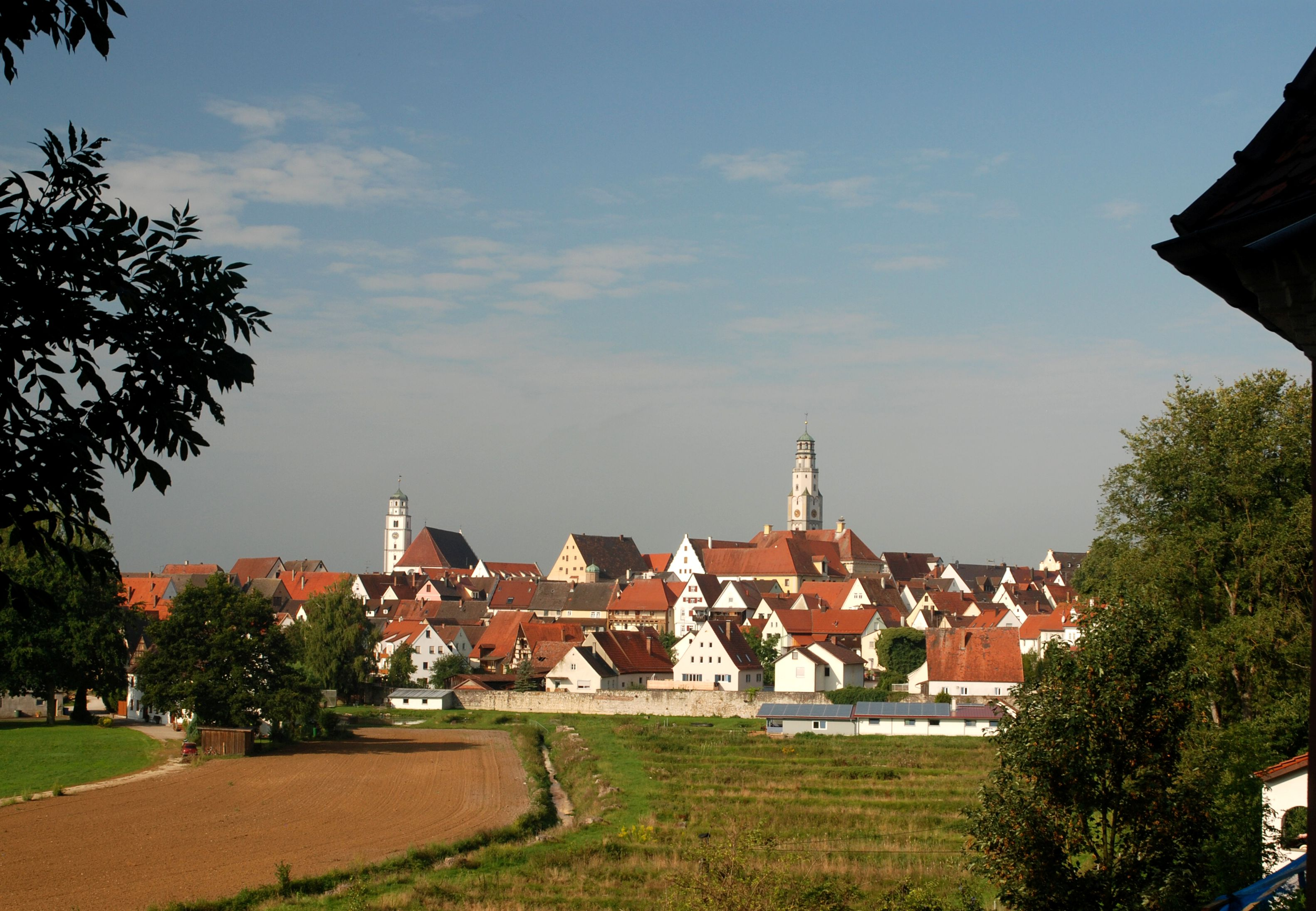
Panorama
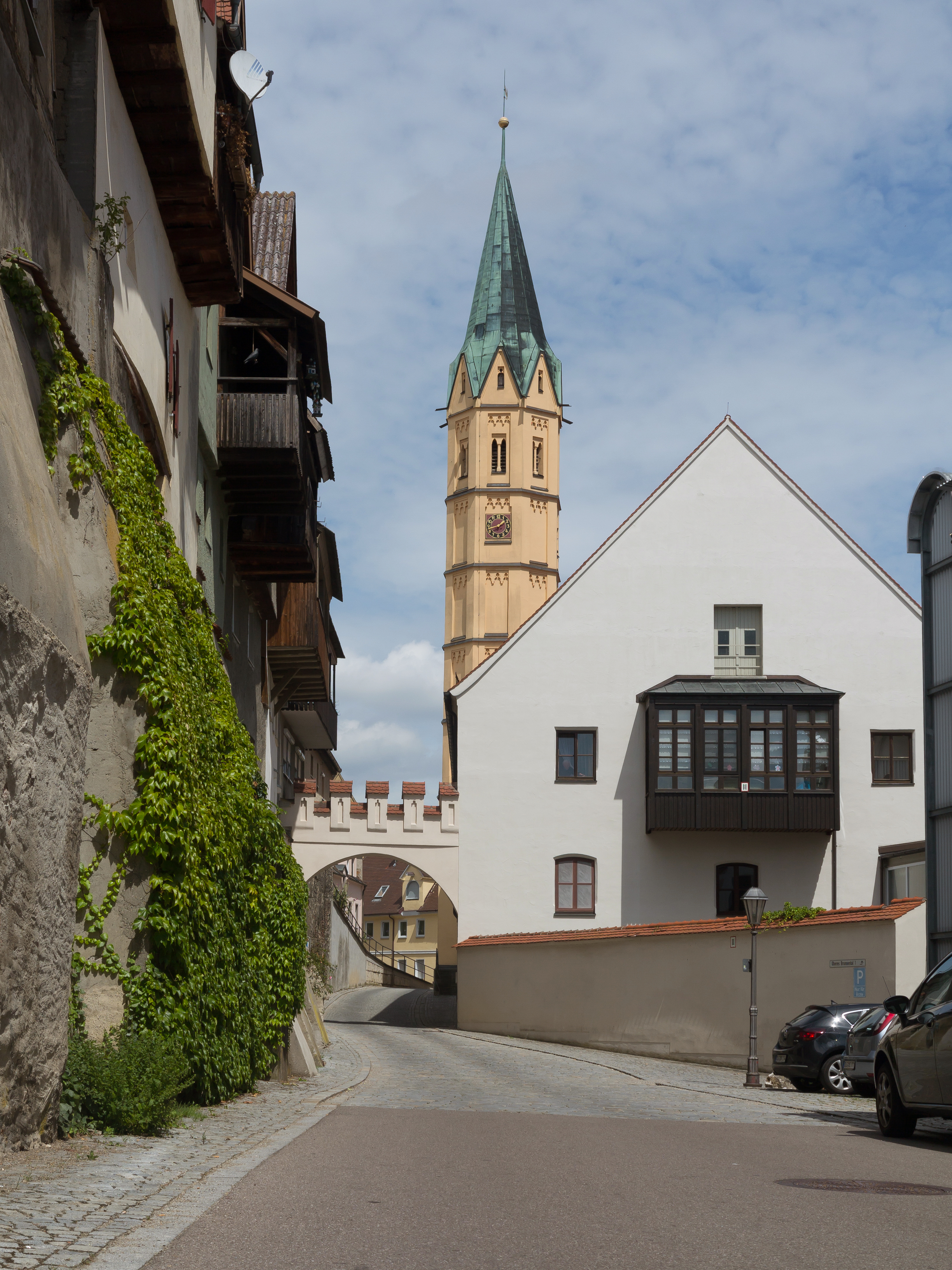
Spitalkirche Sankt Alban
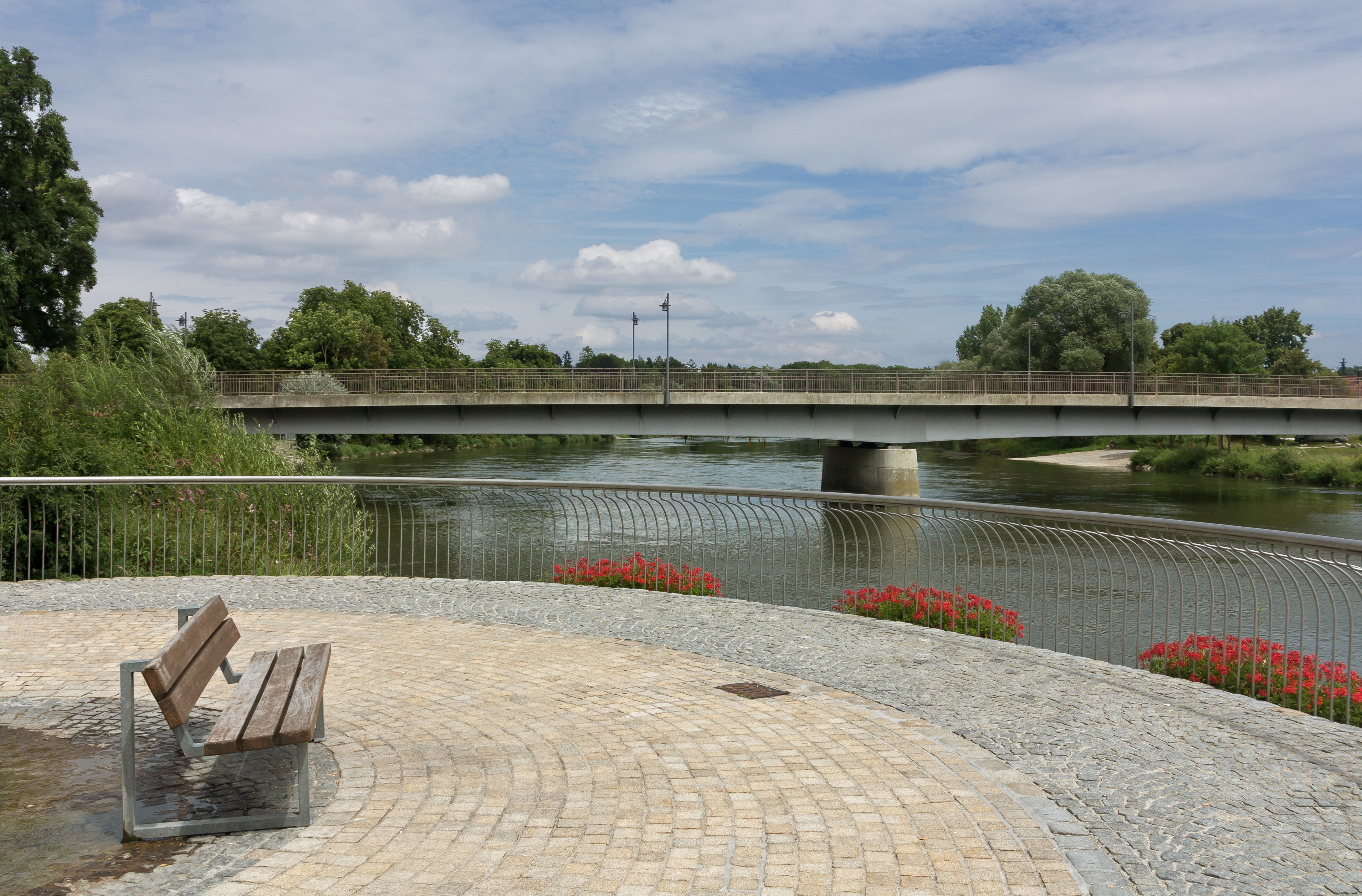
Donaubrücke

### Sport
- Auwaldstadion
- Hallenbad

### Sportvereine
- FC Lauingen
- TV Lauingen
- TG Lauingen
- Reitverein Lauingen
- TC Lauingen

### Der Hexentanz
Am „Gumpigen Donnerstag“ (Donnerstag vor Faschingsdienstag) wird ein Fastnachtsspiel vor dem Schimmelturm aufgeführt. Dabei kämpft die Hexe „Schwertgoschin“, die Anführerin der Winterhexen, gegen die Frühlingsnarren beim Tauziehen, welchen sie unterliegt. Der „Herr der Jahreszeiten“ verurteilt sie zum Tode, woraufhin sie auf dem Scheiterhaufen verbrannt wird. Die restlichen Hexen (Zuschauer) tanzen anschließend die ganze Nacht durch die Kneipen der Stadt in den Morgen hinein, bis sie dann endgültig vom Frühling vertrieben sind.
Der Hexentanz ist eine über die Landkreisgrenzen hinaus bekannte Veranstaltung und wird jedes Jahr von mehreren tausend „Narren“ besucht, die sich zum Großteil als Hexen mit spitzem Hut, Hakennase und Besen verkleiden.

### Stadeltheater
Das Stadeltheater wurde 1973 von Leo Schmitt, einem Dozenten der Pädagogischen Hochschule Augsburg, im Buttenwiesener Ortsteil Unterthürheim gegründet. Nach einem Brand im Jahr 1985 siedelte das Theater nach Lauingen in die frühere städtische Turnhalle am Wittelsbacher Platz um.
Nach einem umfangreichen Umbau des Gebäudes wurden unter anderem Stücke von Nestroy, Moliere, Shakespeare, Curt Goetz, Mary Chase und Erich Kästner gespielt.
Außerhalb der Spielzeiten finden verschiedene Gastspiele statt, unter anderem Musikaufführungen und Kabarett.
Im Jahr 2023 feierte das Theater sein 50-jähriges Bestehen.

## Wirtschaft und Infrastruktur

### Verkehr
Die früher durch die Stadt führende B 16 wird mittlerweile durch eine Umgehung an der Stadt vorbeigeführt. Lauingen liegt an der Donautalbahn Ulm–Donauwörth und hat einen Bahnhof, der von agilis-Zügen bedient wird. Der Donauradweg sowie die Via Danubia führen durch die Stadt.

### Wirtschaft
Im Jahr 2022 gab es im Bereich der Land- und Forstwirtschaft 15 (2012: 20 Beschäftigte), im produzierenden Gewerbe 1631 (2012: 1444 Beschäftigte) und im Bereich Handel, Verkehr und Gastgewerbe 990 sozialversicherungspflichtig Beschäftigte (2012: 821 Beschäftigte) am Arbeitsort. In sonstigen Wirtschaftsbereichen waren am Arbeitsort 1137 Personen (2012: 1017 Personen) sozialversicherungspflichtig beschäftigt. Sozialversicherungspflichtig Beschäftigte am Wohnort gab es insgesamt 4867 (2012: 4121 Beschäftigte). Im verarbeitenden Gewerbe gab es 16 Betriebe (2012: 13 Betriebe), im Bauhauptgewerbe acht Betriebe (2012: neun Betriebe). Im Jahr 2020 bestanden außerdem 51 landwirtschaftliche Betriebe (2010: 59 Betriebe) mit einer landwirtschaftlich genutzten Fläche von insgesamt 2820 ha (2010: 2855 ha). Davon waren Ackerfläche 2510 (2010: 2563 ha) und 304 ha (2010: 276 ha) Wiesen und Weiden.

### Unternehmen
In Lauingen befindet sich der größte Produktionsstandort des italienischen Landmaschinenherstellers SDF-Group (Same Deutz-Fahr). Dort werden die Traktoren der eigenen Marke Deutz-Fahr in einem Leistungssegment von 120 bis 440 PS gebaut. Stand 2017 arbeiten dort rund 700 Mitarbeiter.

### Energie
Bei dem südlich der Stadt Lauingen gelegenen Weiler Helmeringen befindet sich – Stand November 2010 – der Energiepark Lauingen, das größte Solarkraftwerk Bayerisch-Schwabens mit 25,7 MWp Nennleistung. Die Freiflächen-Photovoltaikanlage, die am 10. Oktober 2010 offiziell eingeweiht wurde, wurde in drei Bauabschnitten errichtet. Der erste Bauabschnitt ging bereits Ende 2008 ans Netz, der zweite folgte Ende 2009 und der dritte Ende Juni 2010. Die Anlage, die auf einer Fläche von 63 Hektar errichtet wurde – weitere 18 Hektar dienen als Ausgleichsfläche, deckt den jährlichen Stromverbrauch von 22.500 Bürgern und spart 14.353 Tonnen CO2 pro Jahr ein. An dem Solarkraftwerk, das bislang größte, das von der Gehrlicher Solar AG gebaut wurde, sind neben mehreren regionalen Investoren die Stadtwerke München und die HEAG Südhessische Energie AG beteiligt.

### Öffentliche Einrichtungen
- Alten- und Pflegeheim
- Elisabethenstiftung (sozialtherapeutisches Wohnheim)

### Bildung
In Lauingen gibt es eine Grundschule, eine Hauptschule, eine Realschule, ein Gymnasium, eine Berufsschule und die Volkshochschule Lauingen.

#### Kinderbetreuung
- vier Kindergärten
  - Bahnhof-Kindergarten
  - Kindergarten St. Martin
  - Kindergarten Kurlandstraße
  - Kindergarten St. Georg
- Montessori-Kinderhaus

#### Schulen
- Carolina-Frieß-Volksschule (Grundschule)
- Hyazinth-Wäckerle-Volksschule (Hauptschule)
- Staatliche Realschule
- Albertus-Gymnasium Lauingen
- Staatliche Berufsschule Lauingen

#### Weitere Bildungseinrichtungen
- Umweltkompetenzzentrum Augsburg-Schwaben
- Berufliche Fortbildungszentren der Bayerischen Wirtschaft (bfz) gGmbH
- Bayerische Verwaltungsschule (BVS) mit dem BVS-Bildungszentrum Lauingen
- Streicherakademie Schwaben
- Volkshochschule Lauingen

## Persönlichkeiten

### Ehrenbürger
- Ferdinand Zenetti (1839–1902), Apotheker, Bürgermeister der Stadt Lauingen
- Ferdinand Freiherr von Miller (1842–1929), Künstler des Albertus-Magnus-Denkmals
- Andreas Kardinal Frühwirth (1845–1933), Förderer der Heiligsprechung von Albertus Magnus
- Melchior Weiß (1868–1944), Förderer der Heiligsprechung von Albertus Magnus
- Pater Angelus Walz, Förderer der Heiligsprechung von Albertus Magnus
- Ernst Feller (1891–1962), Leiter & Mitinhaber der Tuchfabrik J. Feller & Co.
- Heribert Christian Scheeben (1890–1968), Biograph von Albertus Magnus

### Söhne und Töchter der Stadt
- Albertus Magnus (um 1200–1280), Dominikaner, Bischof und bedeutender aristotelischer Gelehrter
- Clemens Sender (1475–1537), Benediktiner und Prior, Geschichtsschreiber
- Sebastian Neithart (* um 1485 in Lauingen), Arzt in Lauingen
- Georg von Tessing († 1541), Bischof von Seckau
- Gregor Brentel (um/vor 1515–1567), Baumeister in Lauingen
- Georg Brentel der Ältere (1525/30–1610), Wappen- und Miniaturmaler sowie Zeichner in Lauingen und Straßburg
- Hans Brentel (1532–1614), Kartenmaler in Lauingen
- David Brentel (um 1556–1615), Maler, Zeichner und Kupferstecher sowie Rat in Lauingen
- Elias Brentel (1567–1649), Maler in Burglengenfeld und Bayreuth
- Martin Ruland der Jüngere (1569–1611), Arzt und Alchemist
- Simon Heuchlelin (1577–1621), lutherischer Theologe
- Hans Brentel der Jüngere (1578–1626), Kartenmaler und Musikant in Lauingen
- Friedrich Brentel (1580–1651), Miniaturmaler, Zeichner und Kupferstecher in Straßburg
- Georg Brentel der Jüngere (1581–1634), Maler, Zeichner, Autor von Drucken über Sonnenuhren und zur Instrumentenkunde sowie Rat und Bürgermeister von Lauingen, Stadtbaumeister in Nördlingen
- Ludwig Mittermaier (1827–1864), Maler und Glasmaler
- Lothar Kempter (1844–1918), Komponist und Dirigent
- Caspar Augustin Geiger (1847–1924), Maler und Professor an der Kunstgewerbeschule Kaiserslautern
- Nikolaus Geiger (1849–1897), Maler und Bildhauer
- Joseph Schnitzer (1859–1939), Theologieprofessor
- Richard Wiebel (1869–1945), katholischer Geistlicher und Heimatforscher
- Theodor Lechner (1872–1932), Ingenieur und Eisenbahnunternehmer
- Albert Michael Koeniger (1874–1950), Kirchenhistoriker und Kanonist
- Alois Wagner (1875–1944), römisch-katholischer Geistlicher und Klinikdirektor
- Viktor Emmerig (1883–1951), Heimatforscher
- Emil Zenetti (1883–1945), General der Flakartillerie
- Josef Hörmann (1892–1946), Politiker (NSDAP)
- Roman Reiser (1920–2023), Architekt
- Heinz Piontek (1925–2003), Schriftsteller und Büchner-Preisträger lebte von 1947 bis 1955 in Launigen
- Anton Dietrich (1943–2004), Jurist und Politiker, Landtagsabgeordneter
- Georg Barfuß (* 1944), Altbürgermeister, ehemaliger Landtagsabgeordneter
- Rolf Cebin (* 1945), Polizeipräsident von Duisburg 1987 bis 2010
- Werner Kremp (1945–2016), Politikwissenschaftler und Gründungsdirektor der Atlantischen Akademie Rheinland-Pfalz
- Christian Zwiener (* 1962), Umweltchemiker, Professor für umweltanalytische Chemie
- Hermann Josef Kugler OPraem (* 1966), Prämonstratenser-Chorherr und Abt der Klöster Windberg und Roggenburg
- Ralph Melcher (* 1967), Kunsthistoriker und Literaturwissenschaftler
- Christian Zürner (* 1968), Jazz-Bassist
- Alexander Maria Möck (* 1969), Stimmführer der Münchner Philharmoniker
- Albert Coers (* 1975), bildender Künstler und Kurator
- Chris Stegmaier (* 1983), Journalist und Radiomoderator
- Anna Maria Praßler (* 1983), Schriftstellerin und Buchautorin
- Julia Spring, geborene Gumpp (* 1986), Radio- und Fernsehmoderatorin
- Sarah Straub (* 1986), Singer-Songwriterin
- Samuel Aubele (* 1994), Fußballtorwart